# Стеван Чоловић
Стеван Чоловић (Радобуђа, код Ариља, 2. фебруар 1910 — Ивањица, 2. новембар 1941) био је учесник Народноослободилачке борбе и народни херој Југославије.

## Биографија
Рођен је 2. фебруара 1910. у селу Радобуђа, код Ариља, где данас постоји његова родна кућа, која је проглађена за споменик културе. Потиче из сиромашне сељачке породице. Основну је школу завршио у Ариљу, а потом је шегртовао је у трговинским радњама у Ариљу и Ужицу и постао трговачки помоћник.
После завршеног заната отишао је у Београд 1926. године, и убрзо се повезао са радничким покретом, приступајући подружници Савеза трговачких помоћника, активно се укључио у рад Културно-уметничког друштва „Абрашевић“. Сарађивао је и у листу „Трговачки гласник“. Најприје је примљен у Савез комунистичке омладине Југославије (СКОЈ), а затим је постао члан Месног комитета СКОЈ-а за Београда и Покрајинског комитета СКОЈ-а за Србију. У Комунистичку партију Југославије (КПЈ) примљен је 1928. године.
Због растурања летака по Београду, одмах после завођења шестојануарске диктатуре краља Александра, ухапшен је јануара 1929. године и осуђен, у мају, на пет година робије. Казну је најпре издржавао у Сремској Митровици, а затим у Лепоглави, где су се тада налазили Јосип Броз Тито, Јован Трајковић и Саломон Леви. Сви заједно, почетком 1931. године, пребачени су у Мариборски затвор, где су затекли Радомира Вујовића и Родољуба Чолаковића. Заједничким снагама успели су да изборе посебну собу за политичке затворенике.
У лето 1934. године, после издржане робије, протеран је у родно место. После доласка у Радобуђу, Стеван је наставио партијски рад, био је активан на целој територији од Пожеге до Ивањице. Био је активан у опозиционом демократском покрету и, у оквиру њега, оснивао разна легална удружења, растурао револуционарну легалну штампу и илегални материјал.
Почетком окупације Краљевине Југославије, нарочито после 22. јуна 1941. године, одржавао је бројне састанке и конференције по селима свога краја, на којима је објашњавао да су испуњени сви услови за успешну борбу против окупатора. После формирања Ариљске партизанске чете 31. јула 1941. постао је њен први политички комесар. После ослобођења Пожеге, Стеван се вратио у ариљски крај да формира Народноослободилачке одборе. Док су се ариљски партизани борили на фронту према Вишеграду, четници Боже Јаворског су 9. октобра ушли у Ариље и опљачкали партизанске магацине. Стева је о томе обавестио Врховни штаб НОП одреда Југославије и окупио ариљске чете у Севојну 16. октобра 1941. године, и од њих формирао Ариљски батаљон.
По одобрењу Врховног штаба, пошто се Дража Михаиловић одрекао Боже Јаворског, две ариљске и једна моравичка партизанска чета, под командом Стевана Чоловића, су на јуриш ослободиле Ариље 18. октобра, а затим и Ивањицу 24. октобра. У Ивањици је Стеван, 1. новембра, склопио споразум о сарадњи с четницима Драже Михаиловића из овог краја. Споразум је требало да ступи на снагу 4. новембра 1941. године. Међутим, четници су изненада напали неспремне партизане у Ивањици, 2. новембар и извршили јуриш на партизански штаб. Четнички јуриш је одбијен, али је у тој борби Стеван погинуо.
Указом Председништва АВНОЈ-а постхумно је 6. јула 1945. одликован Орденом заслуга за народ првог реда. Указом Президијума Народне скупштине ФНР Југославије 14. децембра 1949. проглашен је за народног хероја.
По њему се зове Основна школа „Стеван Чоловић“ у Ариљу.

## Галерија
- Родна кућа у Радобуђи
- Спомени палим борцима НОБ и спомен-биста Стеве Чоловића у Ариљу
- Орден народног хероја